# Angola az 1992. évi nyári olimpiai játékokon
Angola a spanyolországi Barcelonában megrendezett 1992. évi nyári olimpiai játékok egyik részt vevő nemzete volt. Az országot az olimpián 6 sportágban 28 sportoló képviselte, akik érmet nem szereztek.

## Atlétika
Férfi
| Versenyző                | Versenyszám | Előfutam         | Előfutam         | Előfutam         | Negyeddöntő | Negyeddöntő | Negyeddöntő | Elődöntő | Elődöntő | Elődöntő | Döntő   | Döntő    |
| Versenyző                | Versenyszám | Idő              | Hely.            | Össz.            | Idő         | Hely.       | Össz.       | Idő      | Hely.    | Össz.    | Idő     | Helyezés |
| ------------------------ | ----------- | ---------------- | ---------------- | ---------------- | ----------- | ----------- | ----------- | -------- | -------- | -------- | ------- | -------- |
| Afonso Ferraz            | 100 m       | 11,32            | 7.               | 71.              | kiesett     | kiesett     | kiesett     | kiesett  | kiesett  | kiesett  | kiesett | kiesett  |
| Afonso Ferraz            | 200 m       | nem állt rajthoz | nem állt rajthoz | nem állt rajthoz | kiesett     | kiesett     | kiesett     | kiesett  | kiesett  | kiesett  | kiesett | kiesett  |
| João Francisco Capindica | 400 m       | 47,44            | 7.               | 48.              | kiesett     | kiesett     | kiesett     | kiesett  | kiesett  | kiesett  | kiesett | kiesett  |
| João N’Tyamba            | 800 m       | 1:48,54          | 5.               | 27.              |             |             |             | kiesett  | kiesett  | kiesett  | kiesett | kiesett  |
| João N’Tyamba            | 1500 m      | 3:39,54          | 7.               | 20.              |             |             |             | kiesett  | kiesett  | kiesett  | kiesett | kiesett  |

| Versenyző          | Versenyszám | Selejtező | Selejtező | Döntő    | Döntő    |
| Versenyző          | Versenyszám | Eredmény  | Helyezés  | Eredmény | Helyezés |
| ------------------ | ----------- | --------- | --------- | -------- | -------- |
| António dos Santos | Hármasugrás | 15,48 m   | 40.       | kiesett  | kiesett  |

Női
| Versenyző        | Versenyszám | Előfutam         | Előfutam         | Előfutam         | Negyeddöntő | Negyeddöntő | Negyeddöntő | Elődöntő | Elődöntő | Elődöntő | Döntő   | Döntő    |
| Versenyző        | Versenyszám | Idő              | Hely.            | Össz.            | Idő         | Hely.       | Össz.       | Idő      | Hely.    | Össz.    | Idő     | Helyezés |
| ---------------- | ----------- | ---------------- | ---------------- | ---------------- | ----------- | ----------- | ----------- | -------- | -------- | -------- | ------- | -------- |
| Antonia De Jesus | 100 m       | nem állt rajthoz | nem állt rajthoz | nem állt rajthoz | kiesett     | kiesett     | kiesett     | kiesett  | kiesett  | kiesett  | kiesett | kiesett  |
| Ana Isabel Elias | 1500 m      | 4:33,66          | 14.              | 36.              |             |             |             | kiesett  | kiesett  | kiesett  | kiesett | kiesett  |
| Ana Isabel Elias | 3000 m      | 9:58,82          | 10.              | 30.              |             |             |             |          |          |          | kiesett | kiesett  |

## Cselgáncs
Férfi
| Versenyző           | Versenyszám  | Selejtező                          | 32-es főtábla                    | Nyolcaddöntő      | Negyeddöntő       | Elődöntő          | Vigaszág első kör | Vigaszág nyolcaddöntő               | Vigaszág negyeddöntő | Vigaszág elődöntő | Bronz- mérkőzés   | Döntő             | Helyezés |
| Versenyző           | Versenyszám  | Ellenfél Eredmény                  | Ellenfél Eredmény                | Ellenfél Eredmény | Ellenfél Eredmény | Ellenfél Eredmény | Ellenfél Eredmény | Ellenfél Eredmény                   | Ellenfél Eredmény    | Ellenfél Eredmény | Ellenfél Eredmény | Ellenfél Eredmény | Helyezés |
| ------------------- | ------------ | ---------------------------------- | -------------------------------- | ----------------- | ----------------- | ----------------- | ----------------- | ----------------------------------- | -------------------- | ----------------- | ----------------- | ----------------- | -------- |
| Francisco de Souza  | Légsúly      | erőnyerő                           | Keith Gough (IRL) · 0000-0001    | kiesett           | kiesett           | kiesett           |                   |                                     |                      |                   |                   |                   | 23.      |
| José Maria de Jesús | Könnyűsúly   | Lusambu Mafuta (ZAI) · 0000-1000   | kiesett                          | kiesett           | kiesett           | kiesett           |                   |                                     |                      |                   |                   |                   | 34.      |
| João de Souza       | Váltósúly    | Moshe Pennavayre (CIV) · 0010-0000 | Anthonie Wurth (NED) · 0000-1000 | kiesett           | kiesett           | kiesett           |                   |                                     |                      |                   |                   |                   | 22.      |
| Moisés Torres       | Félnehézsúly | erőnyerő                           | Kovács Antal (HUN) · 0000-1100   |                   |                   |                   |                   | Dmitrij Szergejev (EUN) · 0000-1000 | kiesett              | kiesett           | kiesett           |                   | 13.      |

## Kosárlabda

### Férfi
| Angolai férfi kosárlabdacsapat-játékoskeret                                                                              | Angolai férfi kosárlabdacsapat-játékoskeret                                                                       |
| --- | --- |
| - Victor de Carvalho - Herlander Coimbra - Jean-Jacques da Conceição - David Dias - José Carlos Guimarães - Paulo Macedo | - Aníbal Moreira - Benjamim Ucuahamba - Benjamim João Romano - Nelson Sardinha - Manuel Sousa - Ângelo Victoriano |

#### Eredmények
Csoportkör
A csoport
| Csapat                 | M | Gy | V | P+  | P–  | Pk   | P  |
| ---------------------- | - | -- | - | --- | --- | ---- | -- |
| Egyesült Államok (USA) | 5 | 5  | 0 | 579 | 350 | +229 | 10 |
| Horvátország (CRO)     | 5 | 4  | 1 | 423 | 400 | +23  | 9  |
| Brazília (BRA)         | 5 | 2  | 3 | 420 | 463 | –43  | 7  |
| Németország (GER)      | 5 | 2  | 3 | 369 | 432 | –63  | 7  |
| Angola (ANG)           | 5 | 1  | 4 | 324 | 392 | –68  | 6  |
| Spanyolország (ESP)    | 5 | 1  | 4 | 398 | 476 | –78  | 6  |

| 1992. július 26. 16:30 | Angola (ANG)         | 48–116    | Egyesült Államok (USA) | Pabellón Olímpico de Badalona, Badalona |
| 1992. július 26. 16:30 | (16–64)              |           |                        | Pabellón Olímpico de Badalona, Badalona |
| 1992. július 26. 16:30 | Macedo, Conceição 10 | Pont      | Barkley 24             | Pabellón Olímpico de Badalona, Badalona |
| 1992. július 26. 16:30 | Conceição 7          | Lepattanó | Barkley 6              | Pabellón Olímpico de Badalona, Badalona |
| 1992. július 26. 16:30 | Conceição 2          | Gólpassz  | Johnson 10             | Pabellón Olímpico de Badalona, Badalona |

| 1992. július 27. 14:30 | Angola (ANG)        | 63–64     | Németország (GER) | Pabellón Olímpico de Badalona, Badalona |
| 1992. július 27. 14:30 | (42–36)             |           |                   | Pabellón Olímpico de Badalona, Badalona |
| 1992. július 27. 14:30 | Sousa, Conceição 18 | Pont      | Schrempf 25       | Pabellón Olímpico de Badalona, Badalona |
| 1992. július 27. 14:30 | Conceição 6         | Lepattanó | Schrempf 15       | Pabellón Olímpico de Badalona, Badalona |
| 1992. július 27. 14:30 | Macedo 5            | Gólpassz  | Rödl, Schrempf 2  | Pabellón Olímpico de Badalona, Badalona |

| 1992. július 29. 11:30 | Brazília (BRA)       | 76 – 66   | Angola (ANG) | Pabellón Olímpico de Badalona, Badalona |
| 1992. július 29. 11:30 | (42–26)              |           |              | Pabellón Olímpico de Badalona, Badalona |
| 1992. július 29. 11:30 | Schmidt 19           | Pont      | Conceição 17 | Pabellón Olímpico de Badalona, Badalona |
| 1992. július 29. 11:30 | Schmidt, Victalino 7 | Lepattanó | Conceição 9  | Pabellón Olímpico de Badalona, Badalona |
| 1992. július 29. 11:30 | Maury Ponikwar 6     | Gólpassz  | Moreira 5    | Pabellón Olímpico de Badalona, Badalona |

| 1992. július 31. 11:30 | Spanyolország (ESP)    | 63–83     | Angola (ANG) | Pabellón Olímpico de Badalona, Badalona |
| 1992. július 31. 11:30 | (36–37)                |           |              | Pabellón Olímpico de Badalona, Badalona |
| 1992. július 31. 11:30 | Villacampa, Jiménez 16 | Pont      | Conceição 22 | Pabellón Olímpico de Badalona, Badalona |
| 1992. július 31. 11:30 | Andreu 9               | Lepattanó | Guimarães 10 | Pabellón Olímpico de Badalona, Badalona |
| 1992. július 31. 11:30 | Villacampa 3           | Gólpassz  | Conceição 3  | Pabellón Olímpico de Badalona, Badalona |

| 1992. augusztus 2. 11:30 | Horvátország (CRO)  | 73–64     | Angola (ANG)      | Pabellón Olímpico de Badalona, Badalona |
| 1992. augusztus 2. 11:30 | (27–38)             |           |                   | Pabellón Olímpico de Badalona, Badalona |
| 1992. augusztus 2. 11:30 | Komazec 22          | Pont      | Conceição 24      | Pabellón Olímpico de Badalona, Badalona |
| 1992. augusztus 2. 11:30 | Arapović, Komazec 6 | Lepattanó | Conceição 7       | Pabellón Olímpico de Badalona, Badalona |
| 1992. augusztus 2. 11:30 | Komazec 4           | Gólpassz  | Macedo, Moreira 2 | Pabellón Olímpico de Badalona, Badalona |

A 9–12. helyért
| 1992. augusztus 4. 9:00 | Angola (ANG) | 79–69     | Kína (CHN)                        | Pabellón Olímpico de Badalona, Badalona |
| 1992. augusztus 4. 9:00 | (40–35)      |           |                                   | Pabellón Olímpico de Badalona, Badalona |
| 1992. augusztus 4. 9:00 | Moreira 19   | Pont      | Kung Hsziao-pin (Gong Xiaobin) 16 | Pabellón Olímpico de Badalona, Badalona |
| 1992. augusztus 4. 9:00 | Moreira 5    | Lepattanó | Hu Vej-tung (Hu Weidong) 5        | Pabellón Olímpico de Badalona, Badalona |
| 1992. augusztus 4. 9:00 | Macedo 6     | Gólpassz  | Szun Feng-vu (Sun Fengwu) 5       | Pabellón Olímpico de Badalona, Badalona |

A 9. helyért
| 1992. augusztus 6. 11:00 | Angola (ANG) | 75–78     | Spanyolország (ESP) | Pabellón Olímpico de Badalona, Badalona |
| 1992. augusztus 6. 11:00 | (39–41)      |           |                     | Pabellón Olímpico de Badalona, Badalona |
| 1992. augusztus 6. 11:00 | Conceição 21 | Pont      | Jiménez 15          | Pabellón Olímpico de Badalona, Badalona |
| 1992. augusztus 6. 11:00 | Conceição 7  | Lepattanó | Jiménez, Orenga 6   | Pabellón Olímpico de Badalona, Badalona |
| 1992. augusztus 6. 11:00 | Conceição 4  | Gólpassz  | Arcega 4            | Pabellón Olímpico de Badalona, Badalona |

| Csapat       | Helyezés |
| ------------ | -------- |
| Angola (ANG) | 10.      |

## Ökölvívás
| Versenyző       | Versenyszám | Selejtező                    | Nyolcaddöntő      | Negyeddöntő       | Elődöntő          | Döntő             | Helyezés |
| Versenyző       | Versenyszám | Ellenfél Eredmény            | Ellenfél Eredmény | Ellenfél Eredmény | Ellenfél Eredmény | Ellenfél Eredmény | Helyezés |
| --------------- | ----------- | ---------------------------- | ----------------- | ----------------- | ----------------- | ----------------- | -------- |
| Francisco Moniz | Váltósúly   | Stefan Scriggins (AUS) · 2-6 | kiesett           | kiesett           | kiesett           | kiesett           | 17.      |

## Úszás
Férfi
| Versenyző  | Versenyszám    | Előfutam | Előfutam | Előfutam | Döntő   | Döntő   | Döntő   | Helyezés |
| Versenyző  | Versenyszám    | Idő      | Hely.    | Össz.    | Típus   | Idő     | Hely.   | Helyezés |
| ---------- | -------------- | -------- | -------- | -------- | ------- | ------- | ------- | -------- |
| Pedro Lima | 50 m gyors     | 24,14    | 4.       | 43.      | kiesett | kiesett | kiesett | kiesett  |
| Pedro Lima | 100 m pillangó | 58,37    | 6.       | 53.      | kiesett | kiesett | kiesett | kiesett  |

Női
| Versenyző   | Versenyszám    | Előfutam | Előfutam | Előfutam | Döntő   | Döntő   | Döntő   | Helyezés |
| Versenyző   | Versenyszám    | Idő      | Hely.    | Össz.    | Típus   | Idő     | Hely.   | Helyezés |
| ----------- | -------------- | -------- | -------- | -------- | ------- | ------- | ------- | -------- |
| Elsa Freire | 50 m gyors     | 30,17    | 6.       | 50.      | kiesett | kiesett | kiesett | kiesett  |
| Elsa Freire | 100 m gyors    | 1:05,45  | 8.       | 48.      | kiesett | kiesett | kiesett | kiesett  |
| Elsa Freire | 100 m pillangó | 1:10,17  | 5.       | 48.      | kiesett | kiesett | kiesett | kiesett  |
| Nádia Cruz  | 100 m mell     | 1:21,50  | 4.       | 41.      | kiesett | kiesett | kiesett | kiesett  |

## Vitorlázás
Férfi
| Versenyző                   | Versenyszám    | Futam | Futam | Futam | Futam | Futam  | Futam  | Futam | Pontszám | Helyezés |
| Versenyző                   | Versenyszám    | 1     | 2     | 3     | 4     | 5      | 6      | 7     | Pontszám | Helyezés |
| --------------------------- | -------------- | ----- | ----- | ----- | ----- | ------ | ------ | ----- | -------- | -------- |
| João Neto                   | Finn dingi     | 33,0  | 33,0  | 31,0  | 32,0  | (34,0) | 33,0   | 33,0  | 195,0    | 28.      |
| Luvambu Filipe Eliseu Ganda | 470-es osztály | 39,0  | 40,0  | 40,0  | 43,0  | 43,0   | (44,0) | 43,0  | 248,0    | 37.      |